# Mario Soldati
Mario Soldati (Turim, 17 de novembro de 1906 - Tellaro, 19 de Junho de 1999) foi um escritor, critico de arte e cineasta italiano.

## Cinema e Letras
Nascido em Turim, Soldati dirigiu cerca de 30 filmes entre 1938 e 1959. Os mais conhecidos são "Piccolo Mondo Antico", Malombra e "La Provinciale". Como autor, Soldati obteve destaque com os livros "La verita' sul caso Motta" (1ed. 1937; tr. Port. :Lisboa, Arcadia, 1961) e "Lettere da Capri" (publicado em 1953, tr. Port: Lisboa, Minerva, 1973). Obras selectas: "Meridiani Mondadori", 3 vol., 2006-2011, ed. por Bruno Falcetto. Existe a marca de charutos italianos "Soldati"...

## Filmografia selecta
- 1933 - Acciaio (Walter Ruttmann / Mario Soldati).
- 1938 – La principessa Tarakanova
- 1938 – La signora di Montecarlo
- 1939 – Due milioni per un sorriso
- 1939 – Tutto per la donna
- 1939 – Dora Nelson
- 1941 – Piccolo mondo antico (br.: Pequeno Mundo Antigo)
- 1942 – Tragica notte
- 1942 – Malombra (obra prima)
- 1945 – Quartieri alti
- 1945 – Le miserie del signor Travet
- 1947 – Eugenia Grandet
- 1947 – Daniele Cortis
- 1948 – Chi è Dio
- 1948 – Fuga in Francia
- 1950 – Her Favorite Husband
- 1950 – Quel bandito sono io
- 1950 – Botta e risposta
- 1950 – Donne e Briganti (br.: Mulheres e bandidos)
- 1951 – È l'amor che mi rovina
- 1951 – O.K. Nerone
- 1952 – Il sogno di Zorro (br.: O sonho do Zorro)
- 1952 – Le avventure di Mandrin (br.: O lendário Mandrin)
- 1952 – I tre corsari (br.: Os Três Corsários)
- 1952 – Jolanda, la figlia del Corsaro Nero (br.: Yolanda, a Filha do Corsário Negro)
- 1953 – La provinciale (br.: A Insatisfeita)
- 1954 – Questa è la vita (episódio: Il ventaglio)
- 1954 – Il ventaglino (1954)
- 1954 – La mano dello straniero
- 1955 – La donna del fiume (br.: A Mulher do Rio)
- 1956 - Guerra e Paz (codiretor)
- 1957 – Era di venerdì 17
- 1957 – Italia piccola
- 1959 – Policarpo, ufficiale di scrittura (br.: Policarpo, 1959)

## Outros livros
- La chaqueta verde, Barcelona, La fuga, 2014
- I racconti del maresciallo (1968)
- El actor (1970, Premio Campiello)
- Un prato di papaveri (1973)
- Lo smeraldo (1974)
- Lo specchio inclinato (1975)
- La esposa americana (1978)
- Adiós, querida Amelia (1979)
- El incendio (1981)
- La casa del perché (1982)
- Nuovi racconti del maresciallo, (1985)
- O arquitecto (1985).
- Salmace (nova ed. :1993)
- America primo amore (nova ed.: 2003)